# Derby Szczecina w piłce nożnej
Derby Szczecina – derby piłkarskie rozgrywane pomiędzy najbardziej utytułowanymi klubami piłkarskimi ze Szczecina: Pogonią i Arkonią. Na centralnym szczeblu rozgrywek odbyły się 12-krotnie, w tym 4 razy w Ekstraklasie (w latach 1962-1964) i 2 razy w Pucharze Polski. Pierwsze oficjalne derby ligowe miały miejsce w III lidze w sezonie 1953.

## Kluby
| Porównanie klubów                    | Porównanie klubów                                                            | Porównanie klubów                        |
| ------------------------------------ | ---------------------------------------------------------------------------- | ---------------------------------------- |
| Pogoń Szczecin                       |                                                                              | Arkonia Szczecin                         |
| 1948                                 | rok założenia                                                                | 1946                                     |
| 2. (1986/1987, 2000/2001)            | najwyższa lokata w Ekstraklasie                                              | 6. (1962/1963)                           |
| finał (5x)                           | najdalszy osiągnięty etap w Pucharze Polski                                  | 1/4 finału (3x)                          |
| 52                                   | liczba sezonów w Ekstraklasie                                                | 4                                        |
| 7.                                   | miejsce w tabeli wszech czasów Ekstraklasy                                   | 61.                                      |
| 15 marca 1959 0:1 z Gwardią Warszawa | debiut w Ekstraklasie                                                        | 18 marca 1951 1:4 z Garbarnią Kraków     |
| 16                                   | liczba spotkań w europejskich pucharach UEFA                                 | 0                                        |
| 19 września 1984 1:2 z 1. FC Köln    | debiut w rozgrywkach europejskich UEFA                                       | –                                        |
| 46                                   | liczba spotkań w europejskich pucharach poza UEFA (Puchar Intertoto do 1994) | 0                                        |
| 4                                    | królowie strzelców Ekstraklasy                                               | 0                                        |
| Ekstraklasa                          | obecny poziom ligowy (2024/25)                                               | Klasa okręgowa, gr. zachodniopomorska II |
| Stadion Miejski w Szczecinie         | stadion                                                                      | Stadion Arkonii Szczecin                 |

## Derby w Ekstraklasie i Pucharze Polski
| 121 października 1962 | Pogoń Szczecin | 0:2 | Arkonia Szczecin |                |
|                       |                |     |                  | Widzów: 25 000 |

| 226 maja 1963 | Arkonia Szczecin | 2:0 | Pogoń Szczecin |                |
|               |                  |     |                | Widzów: 18 000 |

| 33 listopada 1963 | Arkonia Szczecin | 0:1 | Pogoń Szczecin |                                         |
|                   |                  |     |                | Stadion Arkonii Szczecin Widzów: 12 000 |

| 428 maja 1964 | Pogoń Szczecin | 1:2 | Arkonia Szczecin |                |
|               |                |     |                  | Widzów: 20 000 |

| Puchar Polski 1967/68, 1/16 finału 5 | Arkonia Szczecin | 0:2 | Pogoń Szczecin |  |
|                                      |                  |     |                |  |

| Puchar Polski 1973/74, 1/8 finału 6 | Arkonia Szczecin | 2:2 (pd.) | Pogoń Szczecin |  |
|                                     |                  |           |                |  |

## Bilans
| rozgrywki                                          | liczba spotkań | zwycięstwa Pogoni | remisy      | zwycięstwa Arkonii | bramki           |
| -------------------------------------------------- | -------------- | ----------------- | ----------- | ------------------ | ---------------- |
| I poziom ligowy (I liga w latach 1949-2008)        | 4              | 1                 | 0           | 3                  | 6:2 dla Arkonii  |
| II poziom ligowy (II liga w latach 1949-2008)      | 6              | 3                 | 2           | 1                  | 8:4 dla Pogoni   |
| Puchar Polski (na szczeblu centralnym)             | 2              | 1                 | 1           | 0                  | 4:2 dla Pogoni   |
| rozgrywki centralne łącznie                        | 12             | 5                 | 3           | 4                  | 14:12 dla Pogoni |
| III poziom ligowy (w III lidze w latach 1953-1956) | 8              | brak danych       | brak danych | brak danych        | brak danych      |